# Почесний громадянин міста Миколаєва
Звання «Поче́сний громадяни́н мі́ста Микола́єва» є вищою формою громадського визнання видатних заслуг перед територіальною громадою міста. Присвоюється громадянам України, жителям міста або тим, чиє життя і діяльність були тісно пов'язані з містом, які мешкають за межами Миколаєва.
Питання про присвоєння звання «Почесний громадянин міста Миколаєва» попередньо розглядається постійними комісіями міської ради. Присвоюється не більш ніж одному кандидату на почесне звання рішенням міської ради, яке приймається таємним голосуванням один раз на рік до Дня міста.

## Підстави для присвоєння звання
Підставою для підготовки матеріалів про присвоєння звання «Почесний громадянин міста Миколаєва» є подання:
- органів та посадових осіб місцевого самоврядування;
- профспілкових організацій;
- трудових колективів;
- об'єднань громадян;
- групи громадян міста не менш ніж 500 осіб.

Відповідно до положення про звання «Почесний громадянин міста Миколаєва», звання присвоюється за:
- Видатні заслуги в сфері соціально-економічного розвитку Миколаєва, розвитку міжнародних та внутрішньо-українських відносин міста, благодійництво;
- Безпосередню видатну участь в історичних подіях, пов'язаних із життям міста;
- Особисту видатну участь у відродженні та становленні провідних підприємств, наявність державних та інших відзнак за трудові досягнення;
- Наукове відкриття або авторство наукових досягнень, що значно покращили соціально-економічний стан міста;
- Спортивні та творчі досягнення на міжнародному та державному рівнях.

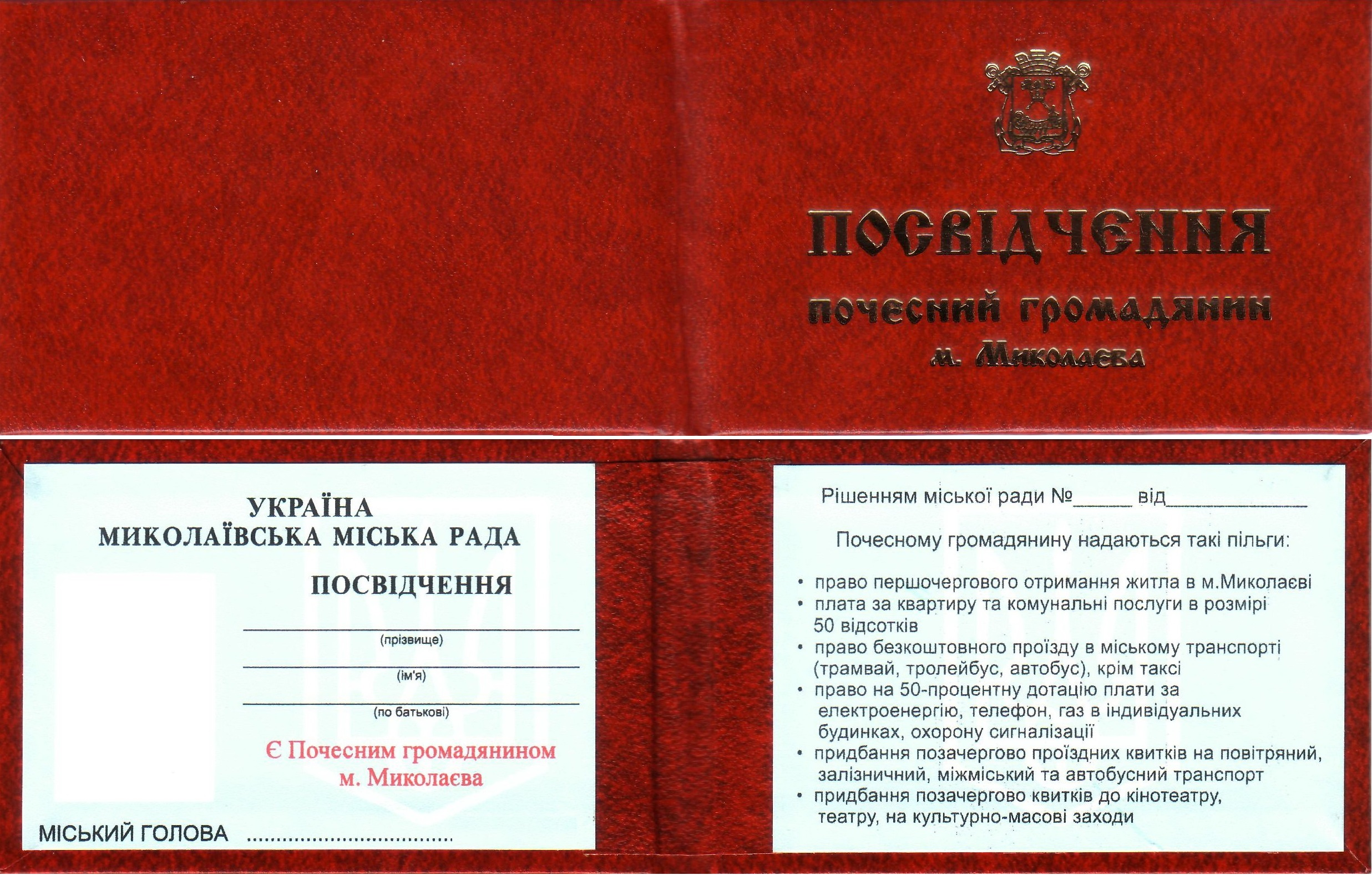
Посвідчення «Почесний громадянин міста Миколаєва»

## Права почесного громадянина міста Миколаєва
Почесний громадянин міста Миколаєва має право:
- брати участь у сесіях міської ради, подавати пропозиції з питань поліпшення життєдіяльності міста;
- першочергового виступу в засобах масової інформації, які засновані органами місцевого самоврядування міста Миколаєва;
- бути позачергово прийнятим міським головою, заступниками міського голови з питань діяльності виконавчих органів ради, начальниками управлінь та відділів міськвиконкому для вирішення питань, що надійшли від громадян, щодо соціально-економічного розвитку міста.

### Пільги
- першочергове отримання житла в м. Миколаєві;
- плата за житлово-комунальні послуги в розмірі 50 відсотків у межах санітарної норми (21 квадратний метр та 10,5 квадратних метрів, поділених на всіх членів родини);
- 50 % оплати за телефон, природний газ за діючими санітарними нормами; охоронну сигналізацію, оплату 75 квт. годин за електроенергію;
- безкоштовний проїзд у міському транспорті (трамвай, тролейбус, автобус), крім таксі;
- позачергове придбання квитків до театрів, кінотеатрів, а також на культурно-масові заходи в закладах культури міста;
- у разі смерті поховання Почесного громадянина міста Миколаєва відбувається за рахунок бюджету міста.

Міська рада може призначити персональну щомісячну надбавку з міського бюджету до пенсії в розмірі 10 неоподатковуваних мінімумів незалежно від місця його проживання.

## Особливості
- Вручення регалій Почесного громадянина міста Миколаєва здійснюється на урочистостях з нагоди Дня міста або на сесії міської ради. Почесному громадянину вручаються Диплом, посвідчення та знак «Почесний громадянин міста Миколаєва».
- Прізвище, ім'я та по батькові громадянина, якому присвоєно звання «Почесний громадянин міста Миколаєва», заноситься до Книги пошани міста Миколаєва.

## Позбавлення звання
Звання «Почесний громадянин міста Миколаєва» може бути скасоване рішенням міської ради, якщо особа, якій воно присвоєно, своєю поведінкою дискредитує це високе звання.

## Опис знака «Почесний громадянин міста Миколаєва»
Знак виготовляється із срібла 916 проби, має форму «Рози вітрів», покритої темно-синьою емаллю, розміщеної на променевій підставі. До верхнього пучка «Рози вітрів» кріпиться кільце з вушком, через яке протягується шовкова стрічка синього та жовтого кольору для носіння на шиї.
Усередині знака, який має форму кола, на блакитному фоні зображено вітрильник, який символізує перший корабель, збудований у м. Миколаєві й названий «Святим Миколаєм». По діаметру кола, яке оточує вітрильник, підпис «Почесний громадянин міста Миколаєва».
Знак прикрашений 12 напівкоштовними фіанітами. Діаметр знака — 60 мм, завтовшки — 1,5 мм. Вага знака «Почесний громадянин міста Миколаєва» складає 40 грамів.
До знака «Почесний громадянин міста Миколаєва» надається також знак — мініатюра, який є центральною частиною основного знака і зображає вітрильник «Святий Миколай» з написом по діаметру «Почесний громадянин міста Миколаєва».